# Imperi Angeví
El terme Imperi angeví és un terme modern que descriu el conjunt d'estats governats en algun moment per la dinastia angevina Plantagenet.
Lluís VII de França va aconseguir el divorci d'Elionor d'Aquitània al Sínode de Beaugency el 21 de març de 1152, conservant els seus dominis d'Aquitània i Poitou. Elionor es va casar immediatament amb Enric Plantagenet, comte d'Anjou, que aviat es va convertir en rei d'Anglaterra i un terç del Regne de França establint l'Imperi Angeví, i Lluís va respondre envaint el ducat de Normandia dividint en dos els dominis d'Enric.
Els Plantagenet governaren sobre una zona que s'estenia dels Pirineus a Irlanda durant els segles xii i xiii. L'"imperi" abastava més o menys la meitat occidental de la França medieval, tota Anglaterra i, nominalment, tota Irlanda. Tanmateix, malgrat el seu poder, els Plantagenet foren derrotats per Felip II de França, de la Casa dels Capets, que partí l'imperi en dos després de llevar-li Normandia i Anjou. Aquest desfeta portaria a les guerres de Saintonge i dels Cent Anys.